# Sedlnice
Sedlnice (en allemand : Qualisch) est une commune du district de Nový Jičín, dans la région de Moravie-Silésie, en République tchèque. Sa population s'élevait à 1 700 habitants en 2021.

## Géographie
Sedlnice se trouve à 9 km au nord-est de Nový Jičín, à 23 km au sud-ouest d'Ostrava et à 266 km à l'est-sud-est de Prague.
La commune est limitée par Mošnov au nord, par Skotnice et Příbor à l'est, par Závišice au sud, et par Libhošť et Bartošovice à l'ouest.

## Histoire
La première mention écrite de la localité date de 1267.

## Transports
Par la route, Sedlnice se trouve à 11 km de Nový Jičín, à 30 km d'Ostrava et à 334 km de Prague.